# デ・リーズル カービン
デ・リーズル カービン（De Lisle carbine）は、1943年にイギリスで開発されたボルトアクション方式小銃である。合同作戦司令部向けの特殊作戦用消音銃として設計されており、特徴的な一体型の消音器(サプレッサー)を備える。
デ・リーズル コマンドカービン（De Lisle Commando carbine）とも呼称される。

## 設計
航空機生産省に勤務する技師ウィリアム・ゴドフリー・デ・リーズル（William Godfrey De Lisle、姓はデ・ライルとも）は、ブローニング SA22ライフル用の消音器を設計し、小物狩猟のために自ら使用していた。この消音猟銃の話を耳にした隣人、マルコム・キャンベル陸軍少佐（Malcolm Campbell）は、デ・リーズルに連絡を取り、合同作戦司令部の将校らに対してデモンストレーションを行ってはどうかと提案したのである。結果は概ね好評で、9mm口径で同様の銃器を設計するように求められた。しかし、標準的な9mm弾では高初速のために消音効果が薄く、銃身に通気孔を設けて亜音速まで減速させた場合は威力不足が指摘された。その後、デ・リーズルはトンプソン・サブマシンガンやM1911ピストル用にイギリス軍でも調達されていた.45ACP弾の使用を提案した。.45ACP弾はそもそも亜音速弾であり、威力も十分なものとされていたためである。キャンベル少佐はデ・リーズルが手掛けた設計案をBapty & Co.（映画関係者向けの銃火器貸出業者）の銃器技師に渡し、リー・エンフィールド小銃の機関部とトンプソン・サブマシンガンの銃身を用いて試作銃を製作するように求めた。
1942年までにはデ・リーズカービンとして知られる銃の最初の試作品が完成し、兵器委員会に提出された。合同作戦司令部によるプロジェクトということもあり、官僚主義的な繁文縟礼は回避され、早々に生産することが認められた。なお、デ・リーズルによる特許申請は1943年5月に行われたものの、秘密兵器としての重要性が考慮された結果、これが公に認められるのは終戦後の1946年7月になってからだった。
1943年、ダゲナムのフォード・モーター社工場にて、No.1 MkIIIライフルの生産ラインから不良品として分類された機関部を用い、17丁のカービンが製作された。銃身は改造を施し7.45インチまで切り詰めたトンプソン・サブマシンガンのものを用いた。これに合わせてボルトも切り詰め、一部を削り取り、.45ACP弾用の抽筒子が取り付けられた。長い排莢器も新たに設けられた。使用されないクリップガイドやマガジンカットオフといった機構は除去された。弾倉口は板金で覆われ、M1911用の弾倉を差し込めるように改められた。また、元々あったマガジンキャッチをそのまま使えるようにするため、この弾倉にはNo.1ライフルの弾倉と同型のリブが追加されている。特徴的なサプレッサーチューブは長さおよそ15インチ、直径2インチのスチール製で、膨張室（expansion chamber）と13個のバッフルが収められている。
フォード製カービンは兵器委員会にて信頼性、隠密性、射撃精度についてテストを受け、9mm弾を使う消音銃ステンMk.2(S)との比較が行われた。デ・リーズル カービンの銃声は十分小さく、発砲炎もなかった。また、オープンボルト方式のステンと異なり、ボルトアクション方式のデ・リーズル カービンは、射撃時の動作音がないことも評価された。
1944年11月16日には500丁分の製造契約が結ばれた。ほとんどはNo.1ライフルと同じ木製銃床を取り付けることとされたが、50丁は折畳銃床を備えた空挺部隊向けモデルとされた。この折畳銃床は、当時開発中だったパチェット・マシンカービンと同型である。
契約に基づく生産はスターリング・アーマメンツの工場で行われ、フォード製のモデルから設計がわずかに改められていた。サプレッサーチューブは長さ15.75インチのアルミニウム製とされ、下部には8インチの木製フォアアームが設けられた。銃口近くにはガスを膨張室へと逃がす穴が設けられている。照準器としては初期型ランチェスター短機関銃と同型のもの（照準距離50 - 200ヤード）が標準的に用いられたほか、ホーランド&ホーランド社製の夜間用蛍光照準器が取り付けられたものもあった。ボルト閉鎖時の音を抑えるため、機関部に触れるボルトハンドル下面には合成繊維材が貼り付けられていた。
当時の試験によれば、銃声は85.5dbであった。一方、ステンの銃声は消音済で89.5dB、消音器無しで125dBであった。戦後、アメリカの銃器メーカーValkyrie Armsが再現した実験では、10インチ銃身のマーリン・キャンプカービンの銃声が155dBである一方、デ・リーズル カービンの銃声は119dBであった。いずれにせよ、この種の消音銃としては非常に静音性に優れていた。1950年12月4日付の報告では、将校向けの公演中、聴衆から50ヤード程度の場所で5発の射撃を行ったものの、銃声に気づく者は1人もいなかったとされている。
1945年12月20日、500丁の納入を待たずに契約が打ち切られた。ドイツ軍のロケット攻撃によってスターリング社の製造記録が焼失したこともあり、実際に製造された数は定かではない。106丁が組み立てられた、あるいは契約打ち切り後に組み立てられたものを含めて130丁程度などと言われるほか、製造番号209の個体も確認されている。また、空挺部隊向けモデルの製造数はわずか2丁のみだった。

## 運用
デ・リーズル カービンは、ノルマンディー上陸作戦（Dデイ）以前の特殊作戦、あるいは上陸後には敵後方における活動の際に投入されたほか、太平洋戦線でも使用された。第二次世界大戦後の朝鮮戦争やマレー危機にも投入された。主な配備先はブリティッシュ・コマンドスや特殊作戦執行部（SOE）の部隊で、隠密作戦における歩哨の排除、将校の暗殺などに用いられたと言われている。また、アメリカの戦略情報局（OSS）などでも一部が使われた。マレー危機の際には、現地のイギリス人農民らに自衛用火器として渡された例もある。
その希少さもあり、コレクター市場では非常に人気のある製品である。また、レプリカ銃や類似のライフルが何度か製品化され、民生用ライフルとして販売されている。これらの中には、消音器の所持が認められない地域のユーザー向けにモックサプレッサー（消音機能を持たない装飾）を備えたモデルもあった。
ベトナム戦争中のミリタリー・アーマーメント・コーポレーション社（MAC）では、「モダンなデ・リーズル」というコンセプトのもと、スペイン製デストロイヤー・カービンを原型とする消音銃が試作されていた。

## 登場作品

### ゲーム
『ブルーアーカイブ -Blue Archive-』
古関ウイが所持。ボリュームサプレッサーとして登場。

『バトルフィールド5』
Command Carbineとして登場。

『Marauders』
Navy OutpostのSAS Operatorが所持している事がある。

『Sniper Elite 4』
ダウンロードコンテンツ「Silent Warfare Weapons Pack」に登場。

『Sniper Elite 5』